# Regio Călători
Regio Călători (bis 2017 Regiotrans) ist eine private rumänische Bahngesellschaft mit Sitz in Brașov, die sich auf den öffentlichen Transport mit Zügen spezialisiert hat.

## Unternehmensgeschichte
Die Idee einer privaten Bahngesellschaft in Rumänien kam dem Gründer Costel Comana, der bis zu seinem Tod 2015 Firmenchef war, im Jahre 2002, als er beschloss einige Züge sowie Triebwagen und ältere Lokomotiven mit geliehenem Geld zu kaufen. Sämtliche Probefahrten und technischen Einstellungen an den Bahnhöfen der näheren Umgebung liefen ohne rechtliche Unterstützung ab.
Mittlerweile werden zahlreiche Bahnstrecken im Westen und der Mitte Rumäniens von Zügen der Firma Regiotrans befahren. Die dafür verwendeten Fahrzeuge gehören zu den SNCF-Baureihen X 4300, X 4500, BB 25500 und Rame inox omnibus (RIO). Insgesamt hat Regiotrans 13 Lokomotiven des Typs BB 25500 von der SNCF gekauft. Im Jahre 2008 beförderte Regiotrans 2,73 Millionen Passagiere.

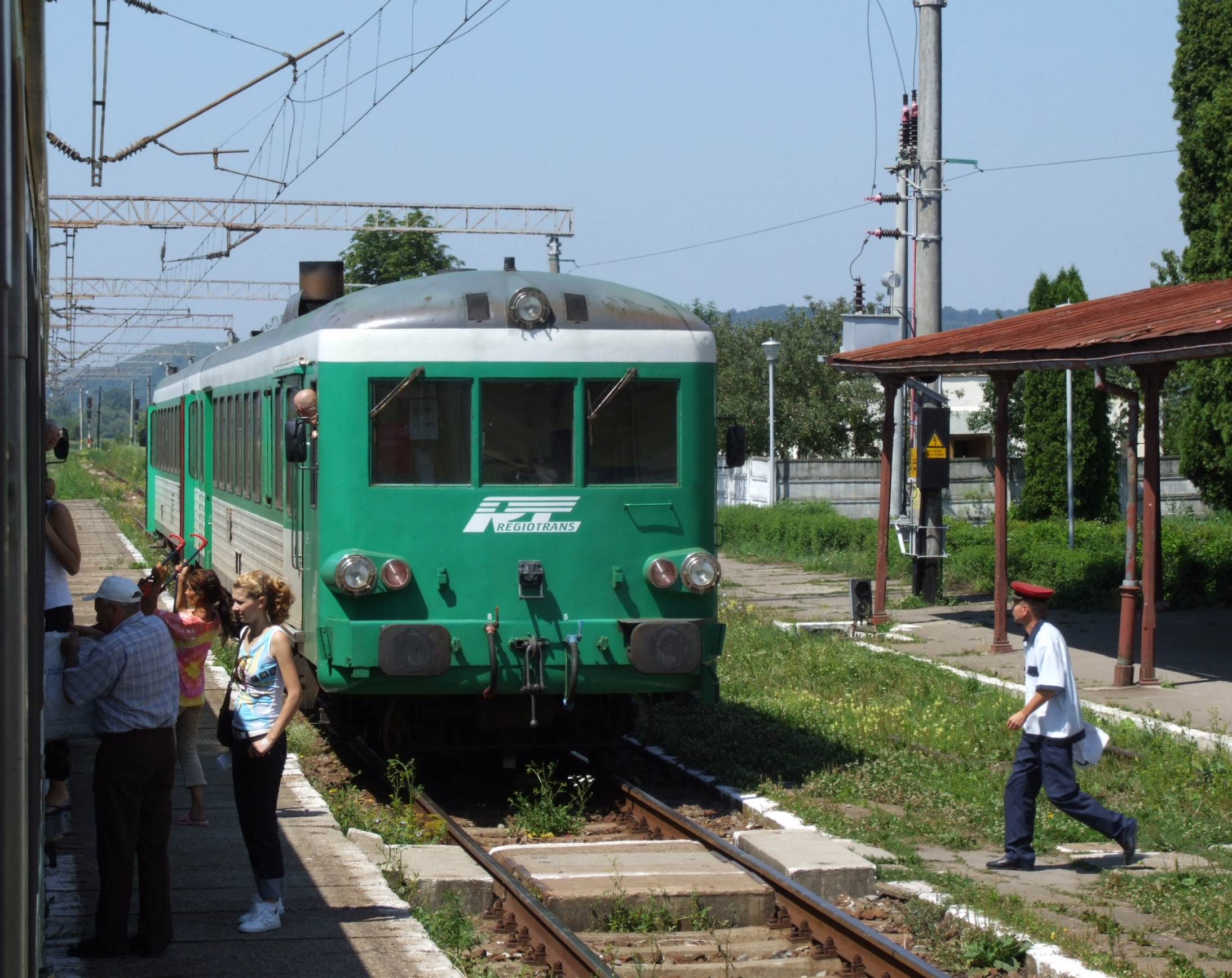
Regiotrans-Triebwagen der SNCF-Baureihe X 4300 in Dumbrăveni, 2011
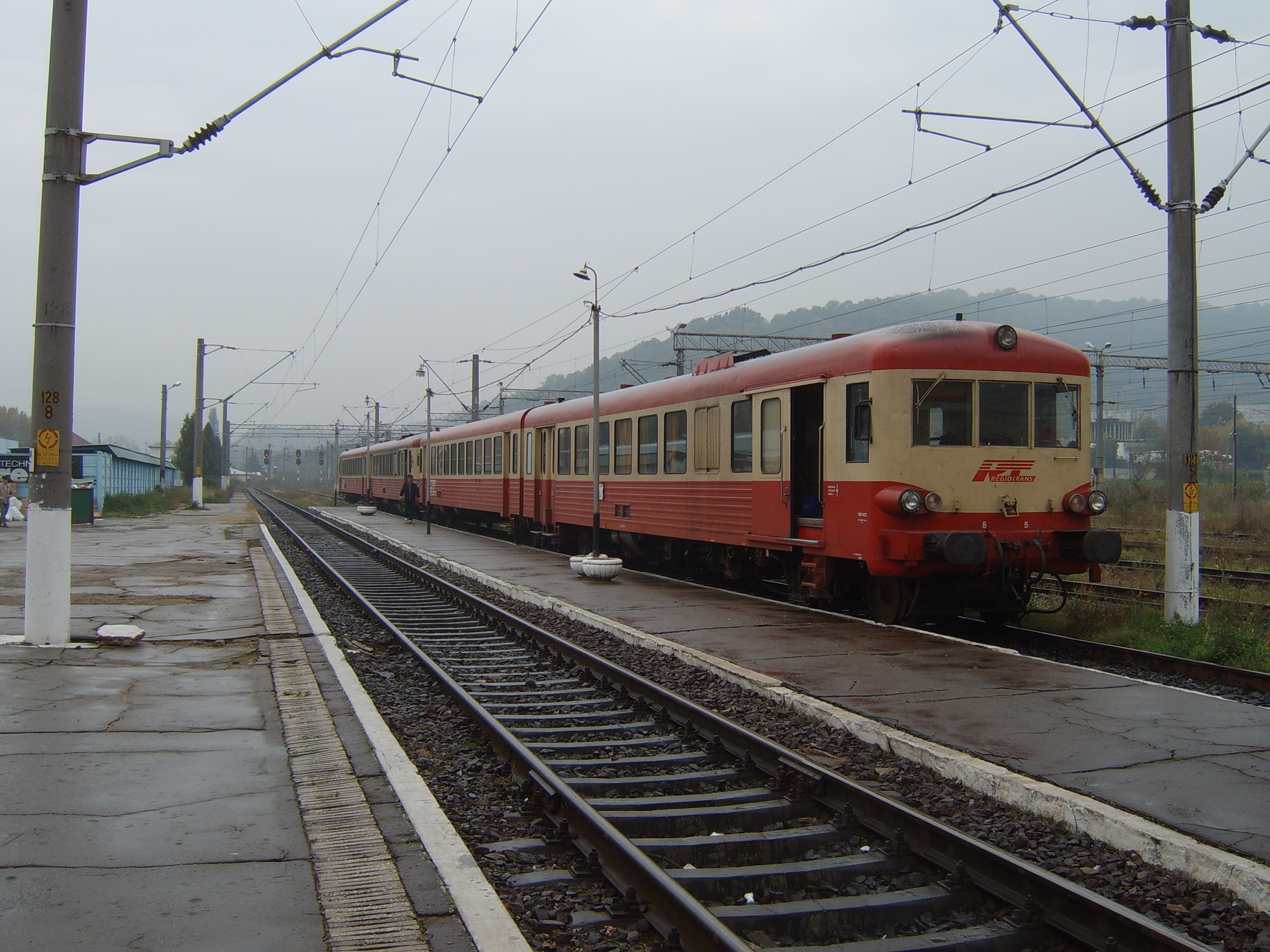
Zwei X 4500 in Reşiţa, 2007
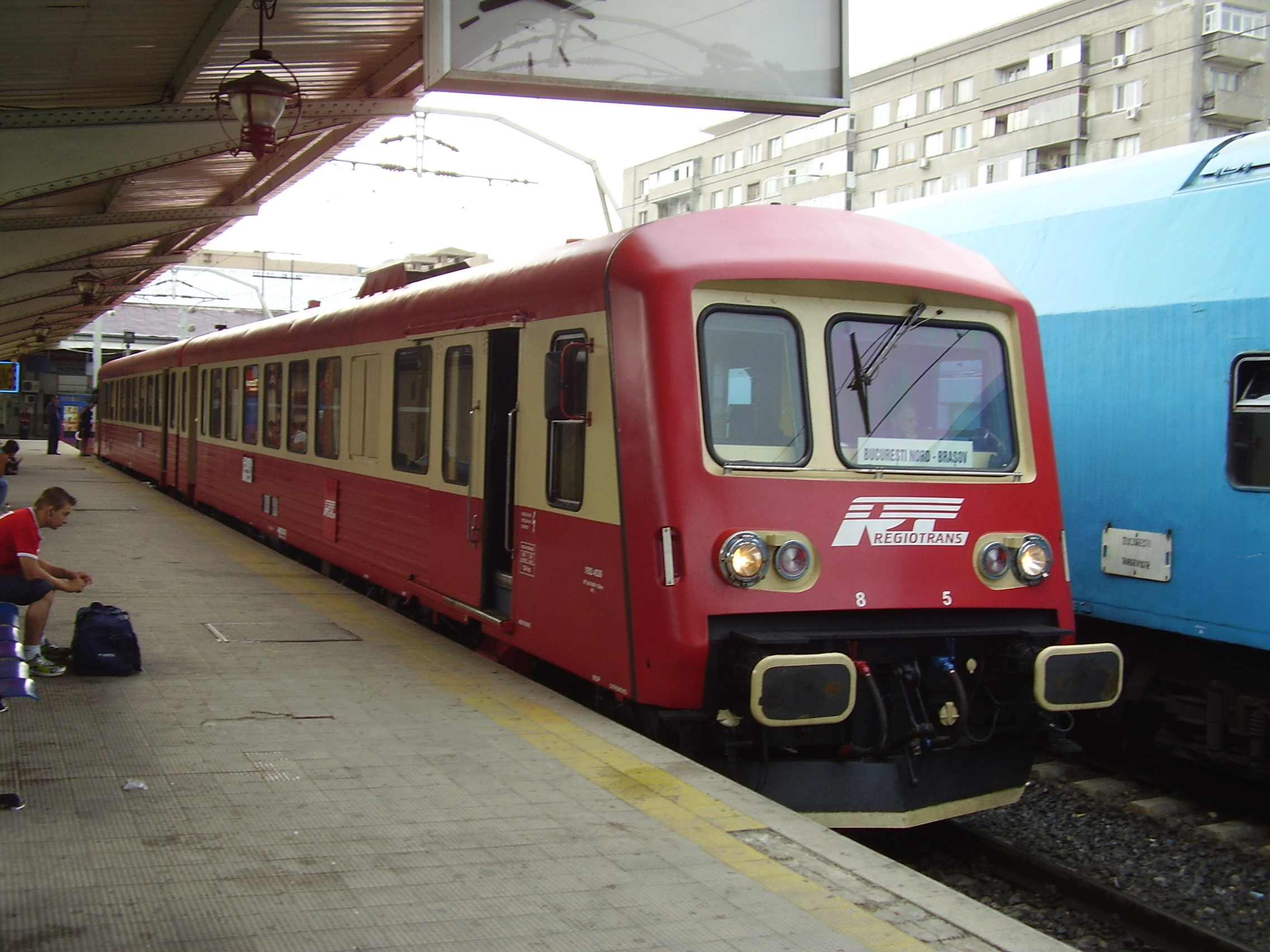
X 4520 (modernisierter X 4500) im Bahnhof București Nord
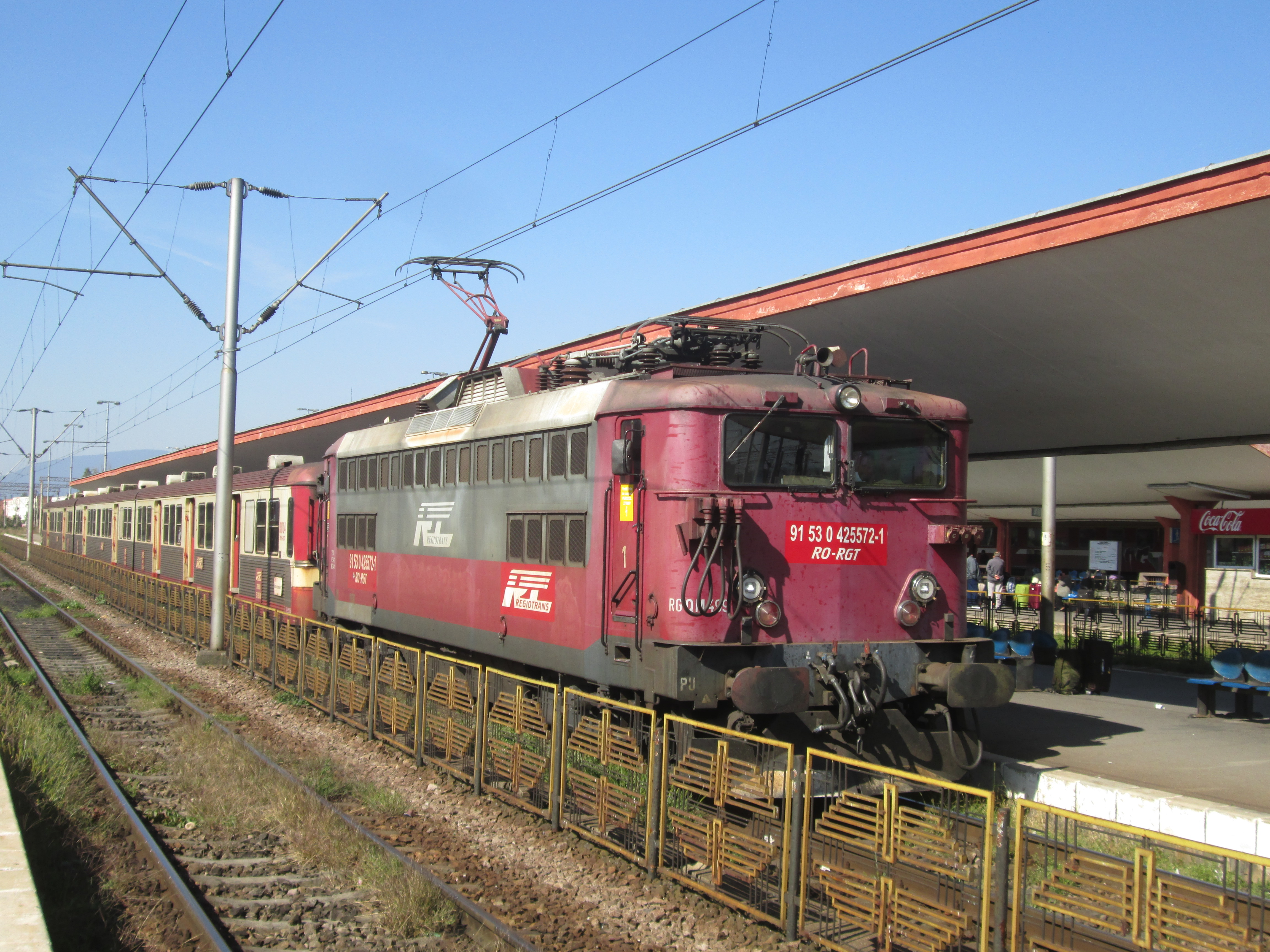
BB 25572 vor RIO-Wendezug in Brasov, 2017

Am 17. März 2015 musste, nachdem die rumänische Bahnsicherheitsbehörde (rumänisch Autoritatea de Siguranță Feroviară Română – ASFR) aufgrund mehrerer Zwischenfälle und des allgemein schlechten Zustandes der Schienenfahrzeuge aufgrund verschleppter Instandhaltungsmaßnahmen Regiotrans den Teil B des Sicherheitszertifikats, welches die Einhaltung nationaler Sicherheitsstandards bestätigt, entzogen hatte, der Betrieb auf sämtlichen befahrenen Strecken eingestellt werden. Nachdem das Sicherheitszertifikat am 30. März 2015 wieder erteilt wurde, wurde der Fahrbetrieb am 1. April 2015 teilweise wieder aufgenommen, wobei drei Wochen lang auf einigen Strecken parallel dazu ein Betrieb mit der C.F.R. stattfand.
2017 wurde das Unternehmen in Regio Călători umbenannt.

## Bahnverbindungen
Regiotrans ist unter anderem in folgenden Zonen aktiv: Iași, Timișoara, Brașov, Craiova, Alba Iulia, Praid, Sighișoara, Turnu Măgurele, Costești, Curtea de Argeș, Arad.
Außerdem verkehrte vor den Parlamentswahlen in Rumänien 2008 auf den Bahnstrecken Brașov–Întorsura Buzăului sowie Brașov–Zărnești ein spezieller von einer Dampflokomotive gezogener Touristenwagen mit dem Namen Dracula Express.

## Expansion
Da der Güterverkehr in Rumänien nun vollständig privatisiert werden soll, konkurrierte Regiotrans zusammen mit der anderen großen Privatbahn Servtrans um die im Jahr 2007 noch staatliche rumänische Bahngesellschaft CRF Marfa. Der Kaufpreis lag zwischen 1,5 und 2 Milliarden Euro.